# سرگئی سدنف
سرگئی سدنف (اوکراینی: Сергій Анатолійович Седнєв؛ زادهٔ ۱۹ دسامبر ۱۹۸۳) ورزشکار دوگانه اهل اوکراین است. وی همچنین از ورزشکاران دوگانه در بازی‌های المپیک زمستانی ۲۰۱۰ بوده است. 